# جائزة المجر الكبرى 2003
جائزة المجر الكبرى 2003 (بالإنجليزية: 2003 Hungarian Grand Prix)‏ هو سباق فورمولا 1 أقيم بتاريخ 24 أغسطس 2003 في حلبة المجر، بودابست. كان الثالث عشر من أصل 16 في بطولة العالم لسباقات الفورمولا واحد موسم 2003. حلّ الإسباني فرناندو ألونسو أولا بينما جاء الفنلندي كيمي رايكونن في المركز الثاني وحصل على المركز الثالث الكولومبي خوان بابلو مونتويا.